# Дело Жалауди Гериева
Дело Жалауди (Жалавди) Гериева — уголовное преследование российского журналиста, которое некоторые правозащитные организации и международные общественный организации по защите свободы слова связывают с его профессиональной деятельностью как журналиста, публикующего критику руководства Чечни. Осуждён по обвинению в хранение марихуаны в крупном размере.

## Биография
Родился 13 июня 1993 года в городе Курчалой Чеченской республики, проживал в селе Майртуп Курчалоевского района. Окончил исторический факультет Чеченского государственного университета. С 2014 года работал корреспондентом интернет-издания Кавказский узел, публиковал материалы анонимно и под псевдонимами.

## Уголовное преследование
16 апреля 2016 года был похищен вооруженными сотрудниками силовых структур по пути в аэропорт Грозного, откуда собирался вылететь в Москву. Похитители отвезли Гериева в лес недалеко от села Цоцин юрт, его обвиняли в работе против властей Чечни — угрожали убийством и подвергали пыткам, в частности душили надевая пластиковый пакет на голову. Спустя 30-40 минут, один из похитителей уехал забрав с собой рюкзак журналиста, в котором находилась его рабочая техника и другие личные вещи. Через некоторое время Гериева доставили на кладбище города Курчалой. Здесь ему предъявили обвинение в хранение марихуаны в крупном размере. По версии силовиков, Гериев сам приехал на кладбище, где в его рюкзаке обнаружили наркотики.
В ходе судебного следствия в Шалинском городском суде Гериев заявил о своем похищении и вынуждении подписывать подложные протоколы с якобы его признательными показаниями под пытками и угрозами убийства. Слова Гериева о его похищении в суде подтвердили очевидцы его похищения. Его защита в лице известного московского адвоката Алауди Мусаева заявляло о недостаточности доказательств в деле и фальсификации всего уголовного дела. В частности, адвокат указывал на то, что показания оперативных сотрудников МВД в деле противоречат друг другу, а понятые являются ранее судимыми «штатными понятыми», которые проходят в качестве понятых в десятках других дел.
Прокуратура в лице обвинителя Миланы Байтаевой требовала суд назначить Гериеву 5 лет лишения и 1 год ограничения свободы.
5 сентября 2016 года Шалинский городской суд под председательством судьи Хумигова приговорила Гериева к 3 годам лишения свободы.
Интересы Гериева в суде представляют адвокаты Алауди Мусаев и Джабраил Абубакаров.

## Международная поддержка
Правозащитный центр Мемориал заявил о фабрикации уголовного дела и признала Гериева политическим заключенным. С заявлением в поддержку журналиста выступили ряд международных организаций, в том числе Комитет защиты журналистов, Репортёры без границ, Норвежский Хельсинкский комитет, Союз журналистов России, Human Rights Watch, Freedom House, Front lline defenders, Free press unlimited, Article 19, Civil Rights Defenders, Обсерватория защиты прав человека и др
Миссия США и ЕС при ОБСЕ заявили о своей озабоченности в связи с приговором Гериеву
В феврале 2018 года Европейский парламент в своей резолюции назвал обвинения против Гериева сомнительными
Петиция созданная на сайте Change.org в поддержку журналиста собрала около 25000 подписей.
Британская организация Индекс цензуры выдвинула на награду «Премия свободы выражения 2017».

## Рассмотрение жалоб в Верховном суде
15 ноября 2016 года в Верховном суде Чечни начался апелляционный процесс по жалобе адвокатов Гериева. Начался со скандала: на электронную почту одного из адвокатов Гериева Надежды Еромолаевой поступило анонимное письмо, что председательствующий в процессе судья Горбовцов метит на должность зампредседателя Верховного суда Чечни и одним из условий его рекомендации на эту должность прокурором республики является отказ на все жалобы адвокатов Гериева. В связи с этим адвокаты заявили отвод председательствующему Горбовцову и всему составу суда. Это и последующие заявления об отводе судьям в связи с их предвзятостью были отклонены .
28 декабря 2016 года Верховный суд Чечни оставил решение Шалинского городского суда в силе. Защита заявила о незаконности данного решения. Сам Гериев назвал происходящее "узаконенным беззаконием
В июне 2017 года защитники Гериева подали жалобу в Европейский суд по правам человека.
В декабре 2017 года Верховный суд России отказался направлять на рассматривание кассационную жалобу.
Отбывал наказание в ИК — 2 в поселке Чернокозово, Чеченской республике.

## Освобождение
13 сентября 2018 года Наурский районный суд удовлетворил просьбу адвоката Алауди Мусаева об условно-досрочном освобождении Гериева, однако по представлению зампрокурора республики Максима Душина это решение было отменено Верховным судом республики.
Вышел на свободу отбыв весь срок 30 апреля 2019 году.